# 長水郡
長水郡（：／ Jangsu gun */?），是大韓民國全北特别自治道東部的一個郡，東以小白山脈為界與慶尚南道相鄰。面積533.64平方公里，2002年人口26,463人。下分1邑、6面。
1392年始稱長水。

## 交通
有中部高速公路、88奧林匹克高速公路、益山浦項高速公路。

## 友好城市
- 京畿道安養市 （1996年）
- 庆尚南道陜川郡 （1999年）
- 慶尚南道昌原市镇海区 （1999年）